# Gingidia grisea
Gingidia grisea là một loài thực vật có hoa trong họ Hoa tán. Loài này được Heenan mô tả khoa học đầu tiên năm 2004.